# Metapioplasta olivescens
Metapioplasta olivescens är en fjärilsart som beskrevs av George Francis Hampson 1910. Metapioplasta olivescens ingår i släktet Metapioplasta och familjen nattflyn. Inga underarter finns listade i Catalogue of Life.